# Samtgemeinde Land Hadeln
Die Samtgemeinde Land Hadeln ist eine Samtgemeinde im niedersächsischen Landkreis Cuxhaven. In ihr haben sich 14 Gemeinden zur Erledigung ihrer Verwaltungsgeschäfte zusammengeschlossen. Verwaltungssitz der Samtgemeinde ist die Stadt Otterndorf, in Cadenberge und Ihlienworth befinden sich Außenstellen mit Bürgerbüros, in Neuenkirchen, Nordleda und Wanna sind Gemeindebüros.

## Geografie

### Lage
Das Gebiet der Samtgemeinde liegt an der Niederelbe-Seite des Landkreises Cuxhaven in Niedersachsen. Es ist Teil des historisch-kulturellen Landstriches Land Hadeln im Elbe-Weser-Dreieck und umfasst in etwa den mittleren Teil des „Hadler Hochlandes“ zwischen dem heutigen Stadtgebiet der Stadt Cuxhaven und der Mündung der Oste in die Elbe. Die Nordgrenze der Samtgemeinde bildet die Mündung in die Elbe. Im Süden schlossen sich im Sietland die Moorrandseen bei Bad Bederkesa (Dahlemer-, Halemer und Bederkesaer See) ab. Die frühere Westgrenze zum Stadtgebiet Cuxhaven ist unregelmäßig und nicht historisch gewachsen, seit die bis dahin selbstständigen Hadler Gemeinden Altenbruch und Lüdingworth nach Cuxhaven eingemeindet worden sind. Die Landschaft ist geprägt durch den fruchtbaren Marschboden und die Küstenlage. Das wichtigste Gewässer auf dem Gebiet bildet die Medem, die zusammen mit dem Hadelner Kanal bei Otterndorf in die Elbe mündet.
Die schwierige Entwässerung des südlich gelegenen Sietlandes erfolgt über die Emmelke, die Alte Aue und die Gösche, die sich bei Ihlienworth zur Medem vereinigen, sowie eine große Anzahl von landschaftsgestaltenden Wettern, Vorflutern und Gräben. Ohne den 1853 gebauten Hadelner Kanal und das Schöpfwerk Otterndorf würde es aber, wegen der topographischen Lage von teilweise bis zu zwei Meter unter Meeresspiegel, zu regelmäßigen Überschwemmungen kommen. Nur im Westen der Samtgemeinde, in der Wannaer Geest und im Ahlen, findet sich etwas erhöhter und sandiger Untergrund. In dem Dreieck zwischen Wanna, Ihlienworth und Steinau erstreckt sich das größtenteils kultivierte Ahlenmoor.

### Gliederung
Die Samtgemeinde, deren Verwaltungssitz und Zentrum die Stadt Otterndorf ist, setzt sich aus den folgenden 14 Mitgliedsgemeinden (Einwohner am 31. Dezember 2023) zusammen:
- Belum (785)
- Bülkau (828)
- Cadenberge (3.954)
- Ihlienworth (1.519)
- Neuenkirchen (1.343)
- Neuhaus, Flecken (1.096)
- Nordleda (990)
- Oberndorf (1.350)
- Odisheim (477)
- Osterbruch (463)
- Otterndorf, Stadt (7.447)
- Steinau (807)
- Wanna (2.313)
- Wingst (3.321)

## Geschichte

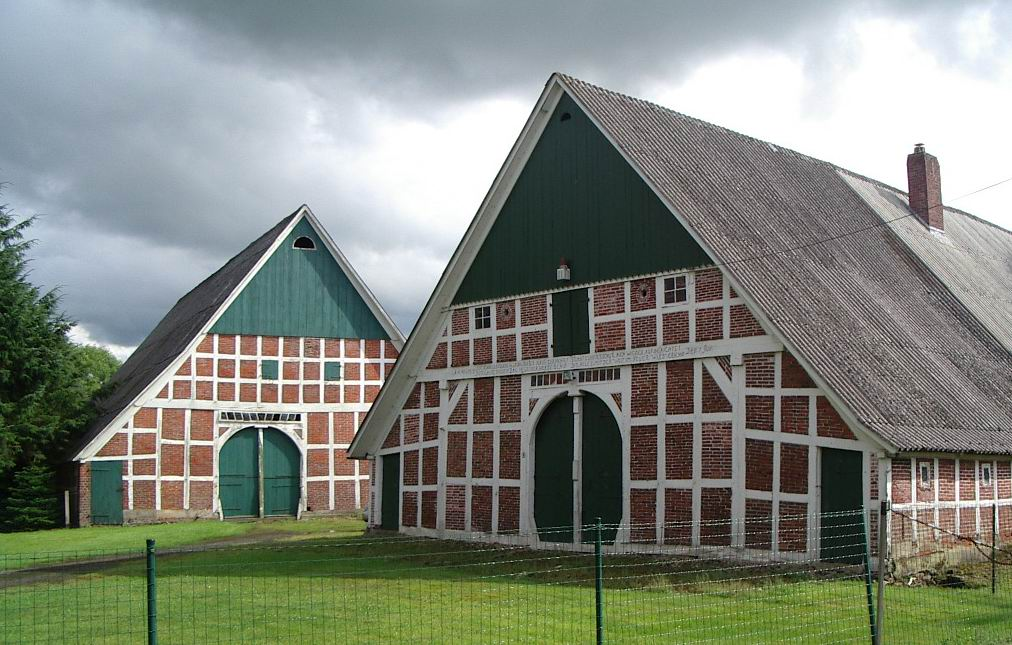
Typische Bauernhäuser in Nordleda

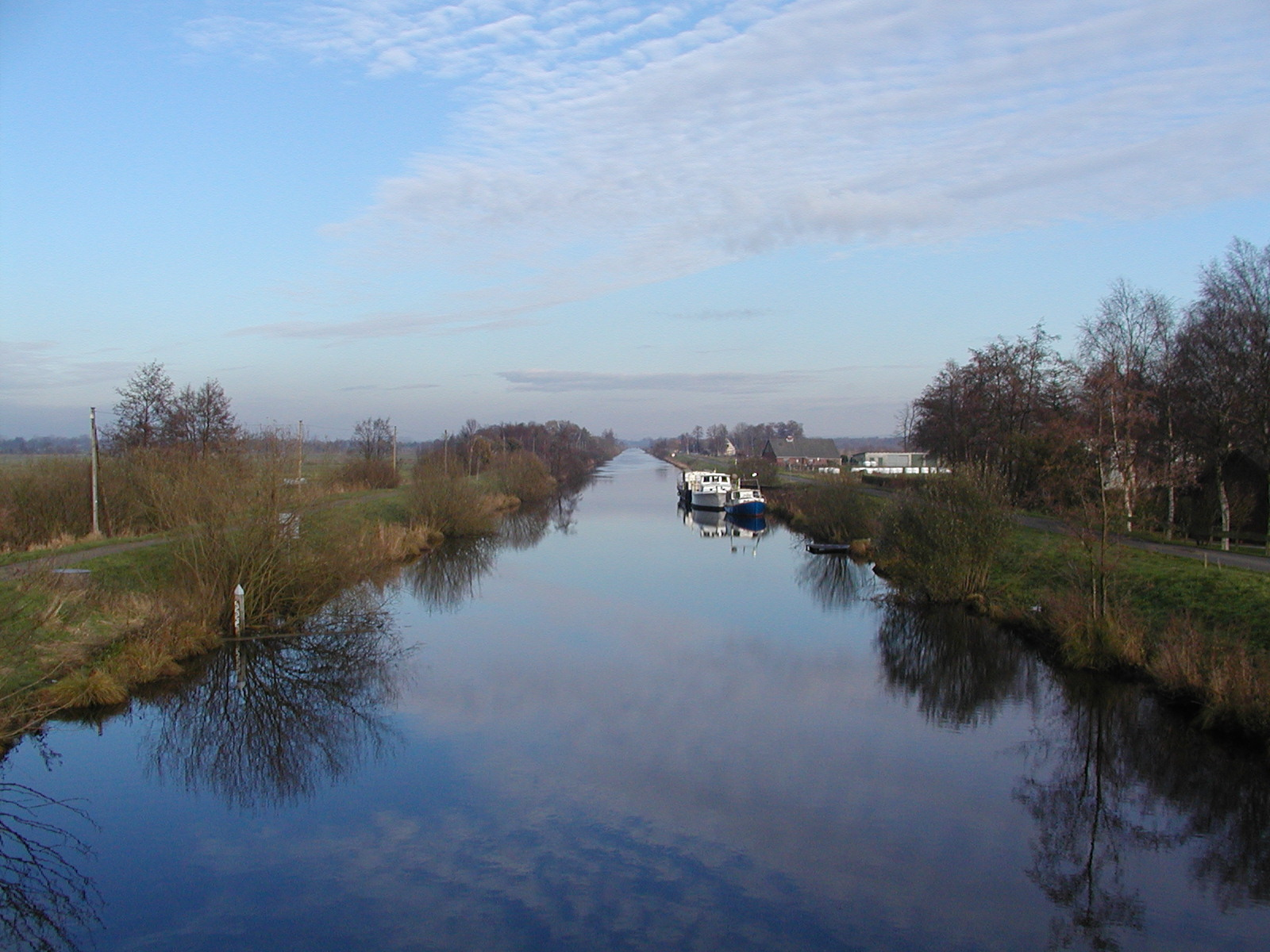
Hadler Kanal bei Odisheim

Hadolaun (Hadeln) wird schon in der Sachsenchronik des Widukind von Corvey (um 950) als Landungsort der Sachsen erwähnt.
Das Land Hadeln blickt auf eine lange Zeit politisch eigenständiger Entwicklung zurück. Erst als das Königreich Hannover nach dem preußisch-österreichischen Krieg 1866 von Preußen annektiert wurde, endete der Sonderstatus des Landes Hadeln.
Im Mittelalter wurde das Hadelner Sietland (von niederdeutsch: siet = „niedrig“) unter dem Namen „Fünf Kirchspiele“ zusammengefasst. (Bis ins 14. Jahrhundert existierte, neben den Kirchen in Wanna, Ihlienworth, Steinau und Odisheim auch eine Kapelle in Süderleda.) Zusammen mit dem Hadler Hochland („Sieben Kirchspiele“) und den Einwohnern der Stadt Otterndorf, bildete das Sietland einen der drei „Stände“ der Hadler Selbstverwaltung (siehe Warningsacker). Von 1388 bis etwa 1484 unterstand das Sietland jedoch der bremischen Vogtei Bederkesa. An die Stelle des Kirchspiels Süderleda war zu dieser Zeit Wester-Ihlienworth (neben Oster-Ihlienworth) als fünftes Kirchspiel getreten, dass durch die mittelalterliche Hollerkolonisation an Bevölkerung gewonnen hatte. Danach kamen die Fünf Kirchspiele wieder an das Land Hadeln.
Zur Geschichte der Region vor 1866 → siehe auch: Geschichte von Hadeln und Wursten.

### Eingemeindungen
Die Samtgemeinde Sietland war von 1970/72 bis 2011 der Zusammenschluss der vier Gemeinden Ihlienworth, Odisheim, Steinau und Wanna. Zum 1. Januar 2011 sind die bisherigen Samtgemeinden Sietland und Hadeln zu der neuen Samtgemeinde Land Hadeln zusammengeschlossen worden. Auf einer Fläche von 228,48 km² lebten 15.321 Einwohner (Stand: 31. Dezember 2015).
Zu einer zweiten Neubildung der Samtgemeinde Land Hadeln kam es am 1. November 2016, bei der die Samtgemeinde Am Dobrock mit der Samtgemeinde Land Hadeln fusionierte. Verwaltungssitz dieser neuen Samtgemeinde Land Hadeln ist wiederum in Otterndorf.

### Einwohnerentwicklung
| Jahr      | 1987   | 1992   | 1997   | 2002   | 2007   | 2008   | 2009   | 2010   | 2011   | 2012   | 2013   | 2014   | 2015   | 2016   | 2017   | 2018   | 2019   |
| --------- | ------ | ------ | ------ | ------ | ------ | ------ | ------ | ------ | ------ | ------ | ------ | ------ | ------ | ------ | ------ | ------ | ------ |
| Einwohner | 14.810 | 15.100 | 15.477 | 16.048 | 15.848 | 15.639 | 15.639 | 15.644 | 15.467 | 15.319 | 15.286 | 15.237 | 15.321 | 27.303 | 27.064 | 26.830 | 26.869 |

(jeweils zum 31. Dezember)
|  |

Einwohnerentwicklung der eingegliederten Samtgemeinden
→ Siehe: Samtgemeinde Hadeln (1987–2010)

→ Siehe: Samtgemeinde Sietland (1987–2010)

→ Siehe: Samtgemeinde Am Dobrock (1987–2015)

## Politik

### Samtgemeinderat
Der Samtgemeinderat Land Hadeln besteht aus 36 Ratsfrauen und Ratsherren. Dies ist die festgelegte Anzahl für eine Gemeinde mit einer Einwohnerzahl zwischen 25.000 und 30.000 Einwohnern. Die Ratsmitglieder werden durch eine Kommunalwahl für jeweils fünf Jahre gewählt. Die aktuelle Amtszeit begann am 1. November 2021 und endet am 31. Oktober 2026.

Stimmberechtigt im Rat der Samtgemeinde ist außerdem der hauptamtliche Samtgemeindebürgermeister.
Die letzte Kommunalwahl am 12. September 2021 ergab folgende Sitzverteilung:
| Samtgemeinderat 2021Insgesamt 36 Sitze - SPD: 14 - Grüne: 4 - Unabh.: 1 - FDP: 2 - CDU: 14 - AfD: 1 |

| Partei/ Wählergruppe    | 2021     | 2016     |
| ----------------------- | -------- | -------- |
| CDU                     | 14       | 170      |
| SPD                     | 14       | 160      |
| GRÜNE                   | 4        | 2        |
| FDP                     | 2        | 2        |
| AfD                     | 1        | 1        |
| Einzelbewerber Kurschat | 1        | –        |
| Einzelbewerber Kunkel   | 0        | 1        |
| Freie Wähler            | –        | 1        |
| Gesamt                  | 36 Sitze | 40 Sitze |

### Samtgemeindebürgermeister
Hauptamtlicher Samtgemeindebürgermeister ist Frank Thielebeule (parteilos). Bei der Bürgermeisterwahl am 12. September 2021 wurde er (als einziger Bewerber) mit 73,79 % der Stimmen gewählt.

### Wappen
| Wappen von Samtgemeinde Land Hadeln | Blasonierung: „Gespalten; vorn neunmal geteilt von Schwarz und Gold, überdeckt mit einem schrägrechts gewendeten grünen Rautenkranz; hinten in Grün mit schwarzem Schildfuß der Bischof Nikolaus, in silbernem Chorkleid, unter grünem goldgerändertem Messgewand mit goldenen Schuhen, grüner goldgeränderter Mitra, mit silbernem Krummstab, dessen Krümme in einer goldenen fünfblätterigen Rose endet, die rechte Hand zum Segnen erhoben, mit goldenen Haaren und natürlicher Fleischfarbe.“ |
| Wappen von Samtgemeinde Land Hadeln | Wappenbegründung: Der Rautenkranz aus dem Gemeinschaftswappen des sächsischen Hauses weist auf die Herrschaft hin, die die Lauenburger Herzöge bis zu ihrem Aussterben 1689 über das Land Hadeln ausübten. Der hl. Bischof Nikolaus, Schutzpatron der Schiffer und Küstenbewohner, kommt in den Siegeln des Landes Hadeln seit dem 13. Jahrhundert vor. |

### Flagge
|  | 00Hissflagge:„Die Flagge zeigt in zwei gleich breiten Querstreifen von Grün und Schwarz in der Mitte das Wappen.“ |

### Partnerschaften
- Rajon Krasnosnamensk in der Oblast Kaliningrad, Russland, seit 1995
- Witkowo, Polen, seit 1995

(Quelle unter:)

## Kultur und Sehenswürdigkeiten

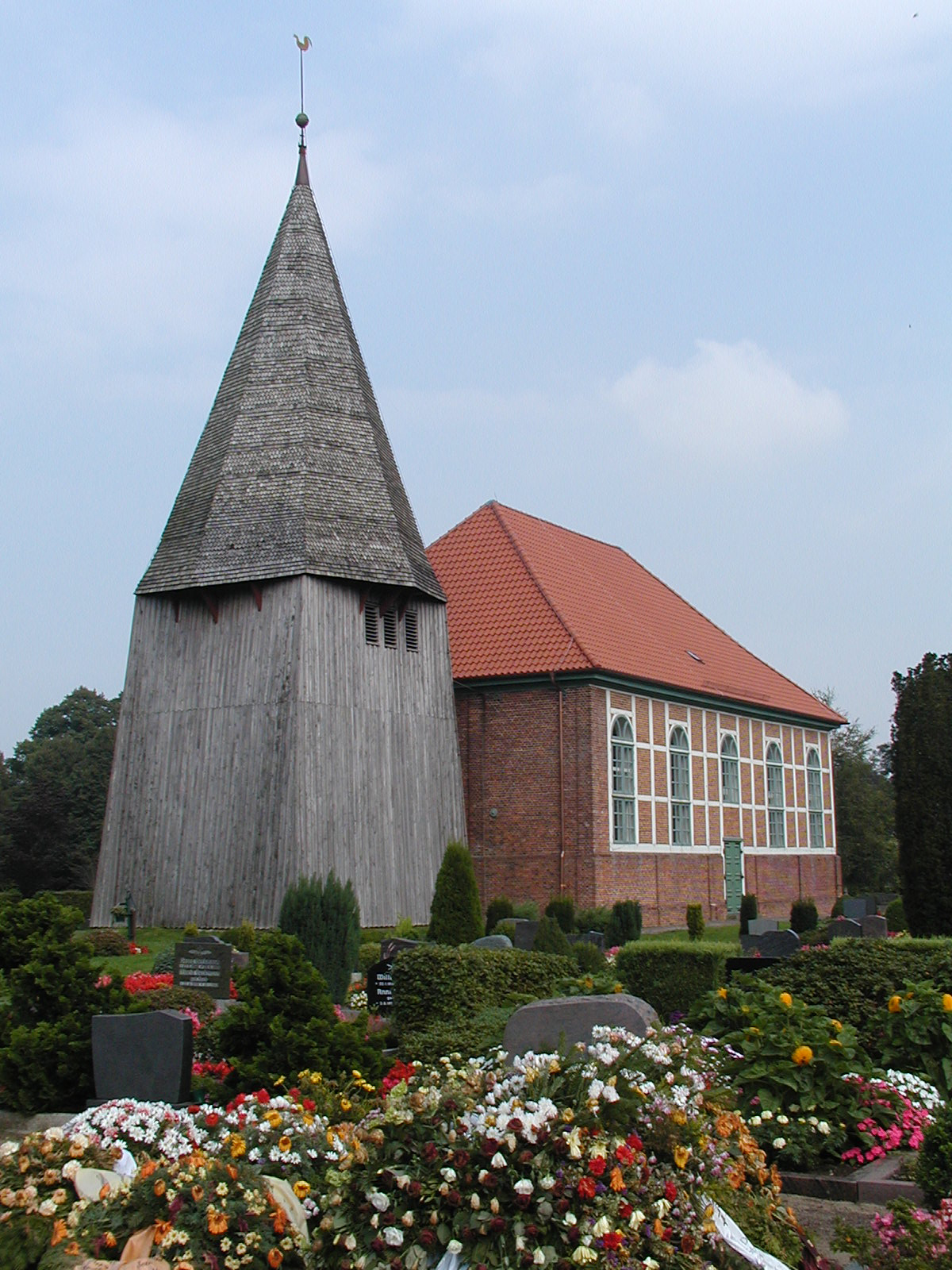
St.-Johannis-d.-T.-Kirche in Steinau

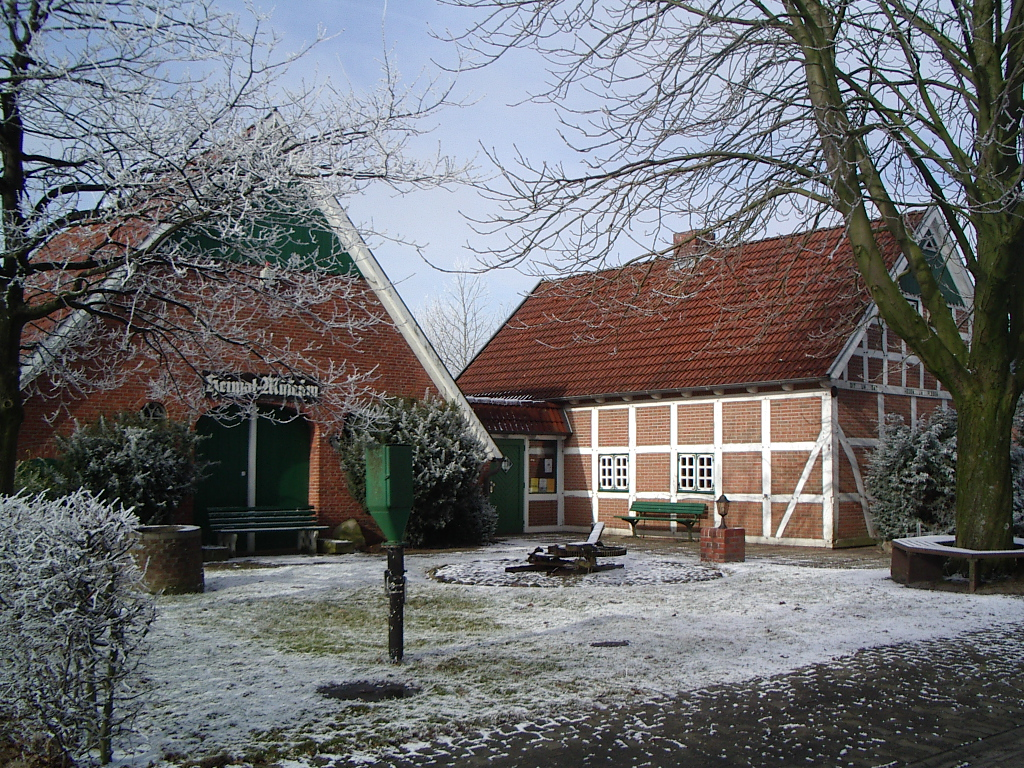
Heimatmuseum in Wanna

### Bauwerke
- Evangelisch-lutherische St.-Johannis-d.-T.-Kirche in Steinau
- St. Wilhadi Kirche in Ihlienworth im romanischen Stil des 13. Jahrhunderts
- St.-Nicolai-Kirche in Nordleda aus dem 11. Jahrhundert
- Bauernhäuser in Nordleda
- St.-Marien-Kirche in Neuenkirchen aus dem 14. Jahrhundert
- Häuser in Fachwerkarchitektur in Neuenkirchen
- St.-Petri-Kirche in Osterbruch
- Kranichhaus Otterndorf, im Kern von 1696, Speicher (Hinterhaus) von 1735, Giebel von 1764, heute Museum
- St.-Georg-Kirche in Westerwanna aus dem 14. Jahrhundert

### Museen
- Heimatmuseum Wanna
- Museum gegenstandsfreier Kunst, Otterndorf

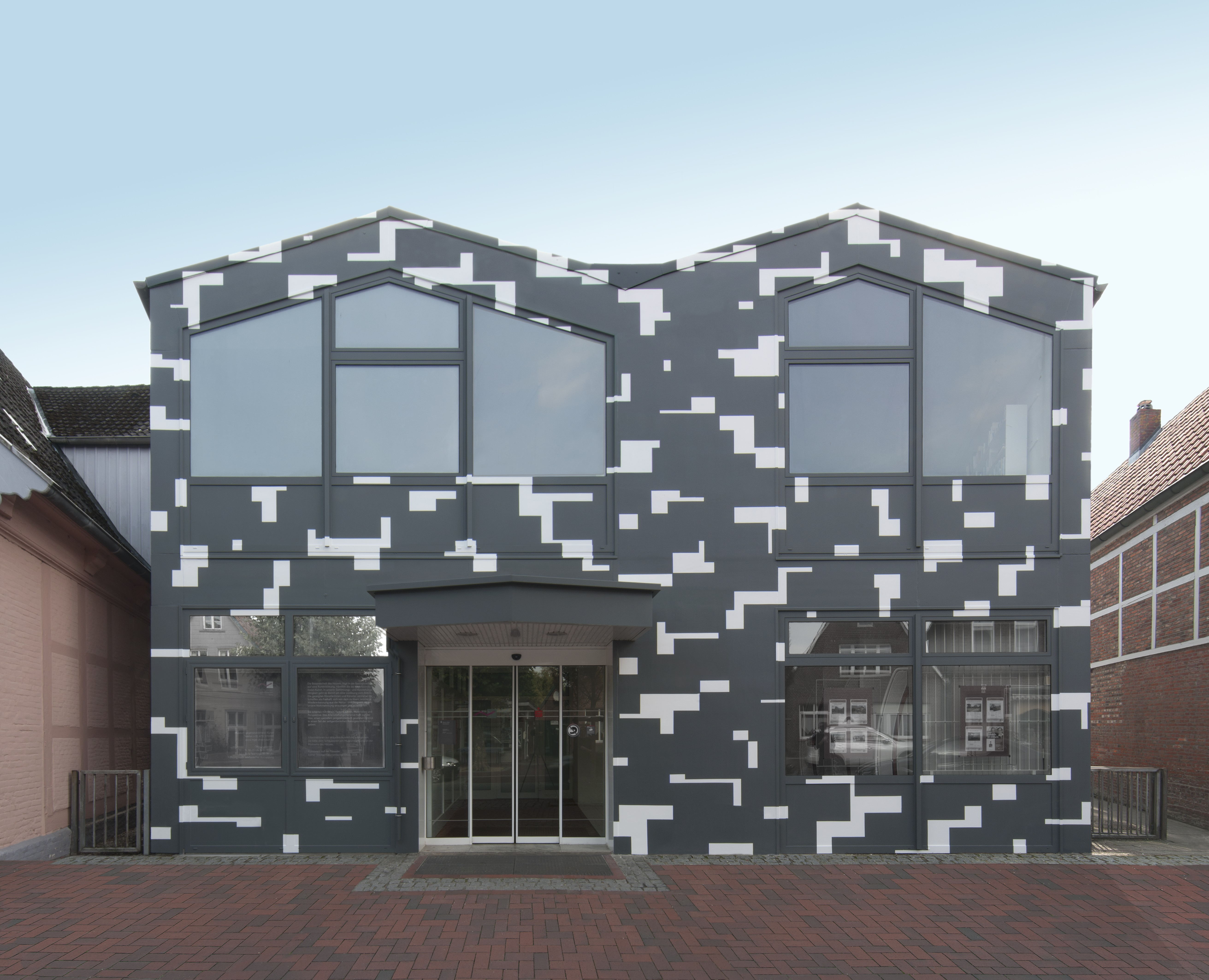
Museum gegenstandsfreier Kunst, Fassade: Esther Stocker, Geometrisches Glück, 2018

- Kranichhaus, Otterndorf

## Öffentliche Einrichtungen
Allgemein
- Hadler Haus und Bürgerbüro in Otterndorf, Marktstraße 21
- Stadtbibliothek Otterndorf, Wallstraße 12
- Schulbibliothek in der Schule Am Dobrock, Oberreihe 11
- Freiwillige Feuerwehr Land Hadeln mit Ortsfeuerwehren in allen Mitgliedsgemeinden

Schulen
- Grundschule Otterndorf, Cuxhavener Straße 16
- Grundschule Neuenkirchen, Dorfstraße 52
- Grundschule Sietland in Ihlienworth, Rosenstraße 9
- Grundschule Wanna, Landesstraße 119
- Grundschule am Wingster Wald, Hasenbeckallee 11
- Grundschule Cadenberge, Heideweg 12a
- Grundschule Neuhaus an der Oste, Schulplatz 2
- Wittmackschule – Schule für Lernhilfe in Otterndorf, Cuxhavener Straße 16,
- Johann-Heinrich-Voß-Schule, Hauptschule und Realschule in Otterndorf, Schulstraße 2
- Gymnasium in Otterndorf, Schulstraße 2
- Gymnasium Warstade, Bürgermeister-Grube-Straße 1
- Schule Am Dobrock (Oberschule), Oberreihe 11
- Berufsbildende Schulen Cadenberge, Im Park 4
- Berufsbildungswerk Cadenberge Stade gGmbH, Töpferstraße 4
- Volkshochschule im Landkreis Cuxhaven in Otterndorf, Sophienweg 1

## Persönlichkeiten

### Söhne und Töchter der Samtgemeinde
- Hinrich Wilhelm Kopf (1893–1961), Landrat des Kreises Land Hadeln 1928–1932 und erster Ministerpräsident des Landes Niedersachsen, geboren in Neuenkirchen. Umstritten ist seine Person wegen unrechtmäßiger Bereicherungen auf Kosten jüdischer Bürger während der NS-Zeit
- Hermann Rauhe (* 1930), Musikwissenschaftler und Musikpädagoge, geboren in Wanna.

### Personen, die mit der Samtgemeinde in Verbindung stehen
- Johann Heinrich Voß (1751–1826), Dichter und Übersetzer berühmter Klassiker
- Helmut Salzinger (1935–1993), Schriftsteller, Herausgeber und Kleinverleger

## Sagen und Legenden
- Des Landes Name (Hadeln)
- Die „Eroberung“ unserer Heimat durch die Sachsen
- Karl der Große und die Hadeler
- Die Hadeler Landesgrenze
- Die Teufelsbrücke
- Seine letzte Sorge
- Die Teufelsmühle
- Der Schnitter und der Teufel
- De gröne Keerl
- Die Zauberformel

(Quelle:)